# تپه شاله‌دره
تپه شاله دره در شهرستان قزوین، بخش مرکزی، روستای دنیک واقع شده و این اثر در تاریخ ۲۵ اسفند ۱۳۸۰ با شمارهٔ ثبت ۵۶۰۰ به‌عنوان یکی از آثار ملی ایران به ثبت رسیده است.